# Dinastia Heracliană

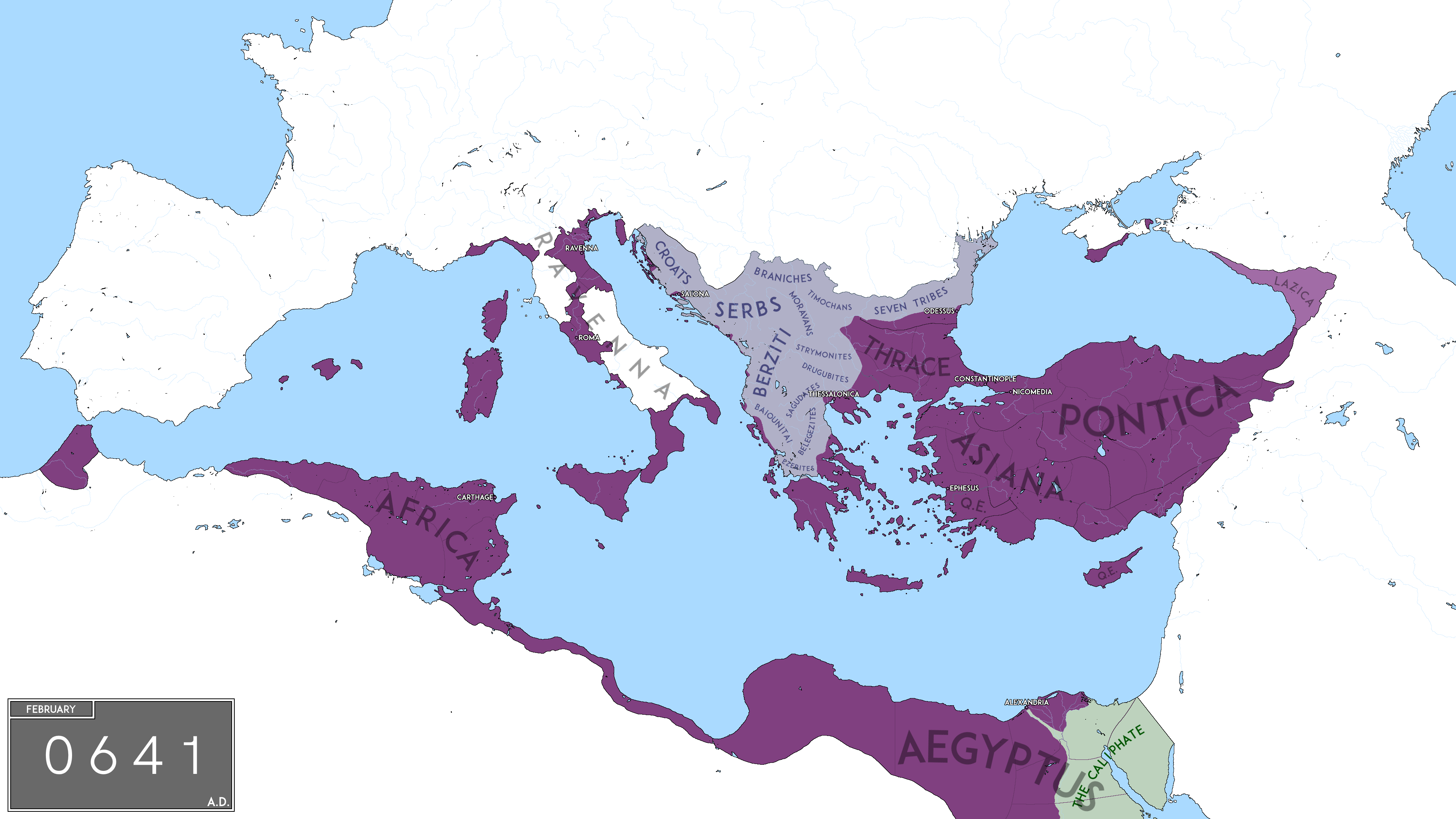
Imperiul Roman de Rasarit dupa moartea lui Heraclius I.

Dinastia Heracliană (după numele lui Heraclius) a fost o dinastie ce a domnit în Imperiul Bizantin între 610 și 695 și din nou din 705 în 711. În timpul acestei dinastii s-a terminat procesul de elenizare al imperiului și au fost pierdute Levantul, Egiptul și provincile din Africa. Familia a ajuns la putere după ce Heraclius, fiul exarhului Africii (Heraclius cel Bătrân), l-a dat jos pe uzurpatorul Focas.
Împărații acestei dinastii au fost:
- Heraclius I ; 610 - 641
- Constantin III ; 641 ; fiul lui Heraclius
- Heraklonas ; 641 ; fiul lui Heraclius
- Constans II ; 641 - 688 ; fiul lui Constantin III
- Grigore ; 646 - 647 ; fiul vărului lui Heraclius, uzurpator
- Heraclius ; 659 - 681 ; fiul lui Constans II
- Tiberius ; 659 - 681 ; fiul lui Constans II
- Constantin IV ; 668 - 685 ; fiul lui Constans II
- Iustinian II Nas-Spintecat ; 685 - 695, 705 - 711 ; fiul lui Constantin IV
- Tiberiu ; 706 - 711 ; fiul lui Iustinian II